# Walter Michael Klepper

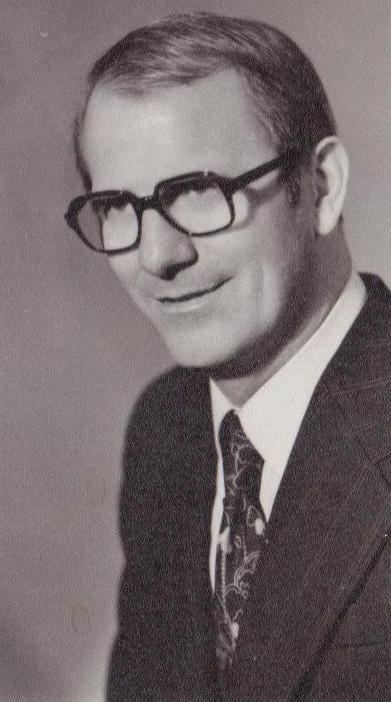
Walter Michael Klepper, um 1970

Walter Michael Klepper (* 27. Juli 1929 in Lugoj, Königreich Rumänien; † 9. August 2008 in Geinsheim am Rhein, Trebur) war ein rumäniendeutscher Komponist aus dem Banat.

## Leben
Walter Michael Klepper (rumänisch Walter Mihai Klepper) wurde als Sohn eines musikalisch begabten Tischlers geboren. Er besuchte die deutsche Volksschule und das Gymnasium in Lugoj, wo er als Chorleiter des Schulchores auffiel. Wegen der Auflösung der deutschen Schulen im Nachkriegs-Rumänien wechselte er als Lehrling an die Fachoberschule für Hüttenwesen in Reșița, die er mit einem Abschluss als Dreher verließ.
Klepper besuchte die Musikschule in Reșița, wo er im Spiel der Geige und des Klaviers sowie in Musiktheorie ausgebildet wurde. Auch trat er als Orchesterdirigent auf. Zwischenzeitlich war er als Techniker und Leiter eines Chores in Reșița tätig. 1954 erhielt Klepper ein Stipendium zum Besuch des Musik-Konservatoriums Ciprian Porumbescu in Bukarest, wo er von Marțian Negrea in Komposition unterwiesen wurde und 1958 sein Diplom erhielt. Seine Klaviersonate und seine erste Symphonie waren mittlerweile preisgekrönt. Im gleichen Jahr übernahm er die Position des Intendanten am Rumänischen Symphonischen Filmorchester in Bukarest. 1958 heiratete er die Banater Malerin und Graphikerin Hildegard Klepper-Paar.
Mit der Aufnahme in den Komponistenverband Rumäniens (rum: Uniunea Compozitorilor din România) etablierte sich Klepper 1960 als freischaffender Künstler und Musiker in Rumänien. Von 1962 bis 1972 arbeitete er als Komponist, Klavierlehrer, Leiter eines Kammerorchesters, Dozent für Formenlehre und Orchestration, sowie als Leiter des Musikstudios am Konservatorium Bukarest (1968–1970). Von 1970 bis 1972 war er als Dozent für Formenlehre, Harmonielehre und Instrumentenkunde an der Musikfakultät der Universität Transilvania Brașov tätig. Für kurze Zeit bekleidete er das Amt des künstlerischen Direktors und stellvertretenden Intendanten der Opera Națională București. Zu dem Intendanten, dem Schriftsteller Mircea Horia Simionescu, entwickelte sich eine lebenslange Freundschaft.
Für seine 2. Sinfonie erhielt Klepper 1977 den Kompositionspreis des Rumänischen Komponistenverbandes.
1983 übersiedelte er nach Deutschland und wurde nach einigen Jahren der Suche Berufschorleiter im Rhein-Main-Gebiet (unter anderem Hochheim am Main, Groß-Gerau, Trebur, Geinsheim). Hier verfasste er hunderte von Kompositionen und Bearbeitungen für Laien- und Berufschöre. In seinen letzten Lebensjahren wurde er vom Radiosender Radio Reșița eingeladen, eine Sendung über klassische Musik zu gestalten. Daraus wurden dann vier über 2 Jahre ausgedehnte, beliebte Sendereihen über Musik, die zum Teil auch als Buch veröffentlicht wurden. Bei der Arbeit an den letzten Seiten des Buches zur Sendung über „Die Geheimnisse der klassischen Musik“ (rum.: „Tainele muzicii clasice“) legte er sich zur Nachmittagsruhe und starb am 9. August 2008 in seinem Haus in Geinsheim. Er wurde in seiner Heimatstadt Lugoj, deren Ehrenbürger er war, bestattet.

## Werke
- Symphonie Nr. 1 Op. 1, 1958
- Die Gesänge Hiroshimas (orig. rum.: Cântecele Hiroşimei), Kantate für Solo Alt, gemischten Chor und großes Orchester (Text Klaus Kessler) Op. 2, 1959
- Impressionen aus Reschitza, (orig. rum.: Impresii din Reșița) Symphonisches Triptychon für großes Orchester Op. 3, 1962
- Divertimento für Streicher und Pauken Op. 4, 1963
- Duosonate für Flöte (Violine) und Bratsche Op. 5, 1963
- Die Jahreszeit der Schönheit (orig.rum.: Anotimpul frumuseţii), Kantate für Solo Tenor, gemischten Chor und großes Orchester Op. 6, 1964
- Concertino für Bläser, Klavier, Celesta und Schlagzeug Op. 7, 1965
- Drei Orgelsätze Op. 8, 1968
- Remember, Kammerkantate für Sopran und Kammerorchester über ein Gedicht von Ana Blandiana, Op. 9, 1969
- Drei Lenau-Lieder Winternacht, An die Entfernte, Nacht Op. 10, 1970
- La Steaua ("Zum Stern"), Madrigal für Gemischten-, Männer- und Frauenchor zu 4-9 Stimmen Op. 11 Nr. 1, 1970 Text: Mihai Eminescu
- Fünf Lieder für Gemischten Chor Op. 11 Nr. 2, 1972 Texte: Mihai Eminescu (rum.)
- Sonatine für Geige und Klavier, Op. 12, 1973
- Symphonie Nr. 2 Op. 13, 1974
- Du mildes Licht (orig. rum. Lumină lină) In memoriam Liviu Glodeanu, Ode im byzantinischen Stil für Gemischten Chor zu 4-7 Stimmen Op. 14, 1977 Text: Ioan Alexandru
- Aus dem Banat (orig.rum. Din Banat) Fünf rumänische Volksliedersätze aus dem Banat für Gemischten- und Männerchor Op. 15, 1974.
- Sonate für Cello und Klavier Op. 16, 1979
- Weihnachtsingen gehen wir (orig. rum. Noi umblăm şi colindăm) Kleine rumänische Weihnachtskantate für Gem. Chor, unter Verwendung von rum. Weihnachtslieder (Colinde) aus Siebenbürgen; Op. 17, 1981
- Mein Mahl im Paradies (orig.rum.Masa mea de rai) Madrigal für Gemischten Chor Op. 18 Nr. 1, 1983
- Gerade so wie dieser Herbst (Întocmai ca această toamnă) Madrigal für Gemischten Chor Op. 18. Nr.2-1983
- Bläserquintett Op. 19, 1985
- Sonate für Klavier Op. 20, 1956 (Revidiert 1986)
- Bühnenmusik, Filmmusik, umfangreiches Werk für Chormusik 1987-2008.

## Veröffentlichungen
Partituren
- 1. Symphonie, Editura Muzicală – Bukarest 1965
- 2. Symphonie, Editura Muzicală – Bukarest 1978
- Concertino für Bläser, Klavier und Schlagzeug, Editura Muzicală – Bukarest 1977
- Sonate für Bratsche und Flöte, Editura Muzicală – Bukarest 1969
- Sonatine für Geige und Klavier, Editura Muzicală – Bukarest 1980

Publikationen
- Klepper, Walter Michael, "Mozart, un copil al cerului", Radio Reșița – Pro Marketing, 2010, ISBN 978-606-8022-07-9
- Klepper, Walter Michael, "Tainele muzicii clasice", Redaktion und Edition Ralf D.Klepper (München) – Verlag Banatul Montan 2010, ISBN 978-973-1929-34-7

Chorwerke
- für Männerchor, Frauenchor, Gemischten Chor, Kinderchor, Gospelchor u. a. im Selbstverlag

Tonträger
- 1. Symphonie und Symphonisches Triptychon Impressionen aus Reschitza,  [Electrecord] – Bukarest auf LP
- Lob Gott, mein Harfenspiel,  Anthologie Ostdeutscher Musik, Deutsche Harmonia Mundi
- Mein Heimatland, Banaterland, edition-musik-suedost, EMSO 2006

Rundfunkaufnahmen
- alle Werke bis 1983 liegen im Tonarchiv Radio Bukarest
- Concertino für Bläser, Klavier und Schlagzeug, Bayerischer Rundfunk München, 1999

Rundfunksendungen
- Sendereihe Geheimnisse der klassischen Musik (orig. rum. Tainele muzicii clasice), Sendereihe Mozart, ein Kind des Himmels (rum. Mozart, copil al cerului), Sendereihe Die Stunde des Musikliebhabers (rum. Ceasul melomanului), Sendereihe Lumea operei (rum.: Welt der Oper), Radio Reșița, Rumänien